# Tour romane de Puissalicon
La tour romane de Puissalicon est un clocher de style roman lombard situé près de Puissalicon dans le département français de l'Hérault en région Occitanie.

## Localisation
La tour romane se dresse dans l'enceinte du cimetière communal, à 1 km à l'ouest du village de Puissalicon, sur la route de Puimisson, non loin du fleuve Libron.

## Historique

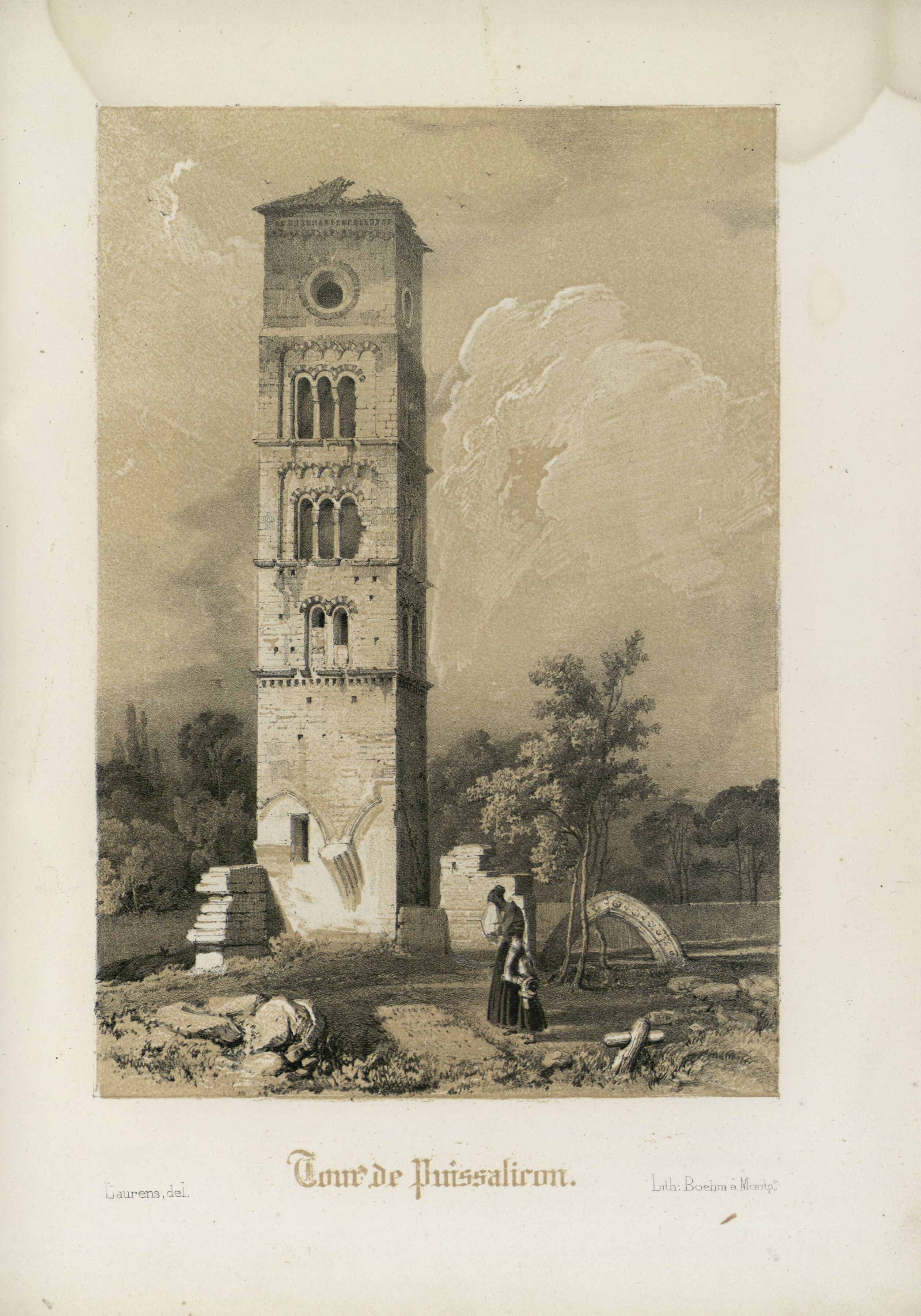
La Tour en 1841 (illustration de Bonaventure Laurens).

Le site occupé actuellement par la tour et le cimetière qui l'entoure était un lieu sacré occupé depuis l'Antiquité, proche d'importantes villas gallo-romaines dont les vestiges ont été mis au jour dans les environs (villa du Canet et villa de la Condamine-du-Moulin),,.
La tour romane de Puissalicon fut d'abord construite seule et isolée,,.
Un petit prieuré bénédictin dépendant de l'abbaye de Villemagne-l'Argentière fut édifié à cet endroit et la tour devint le clocher de son église, appelée Beati Stephano de Pedano ou Saint-Étienne-de-Pézan,,.
L'église Saint-Étienne-de-Pézan fut abandonnée par les moines avant 1232 comme le montre un acte passé cette année-là entre l'évêque de Béziers et l'abbé de Villemagne-l'Argentière, prescrivant au recteur de Puissalicon de venir y dire la messe les dimanches et jours de fête.
Le prieuré fut détruit durant les guerres de Religion.
Le terrain entourant la tour ne devint cimetière qu'après la Révolution française.

## Protection
La tour romane de Puissalicon fait l'objet d'un classement au titre des monuments historiques par la liste des monuments historiques protégés en 1862.

## Architecture

### La tour romane

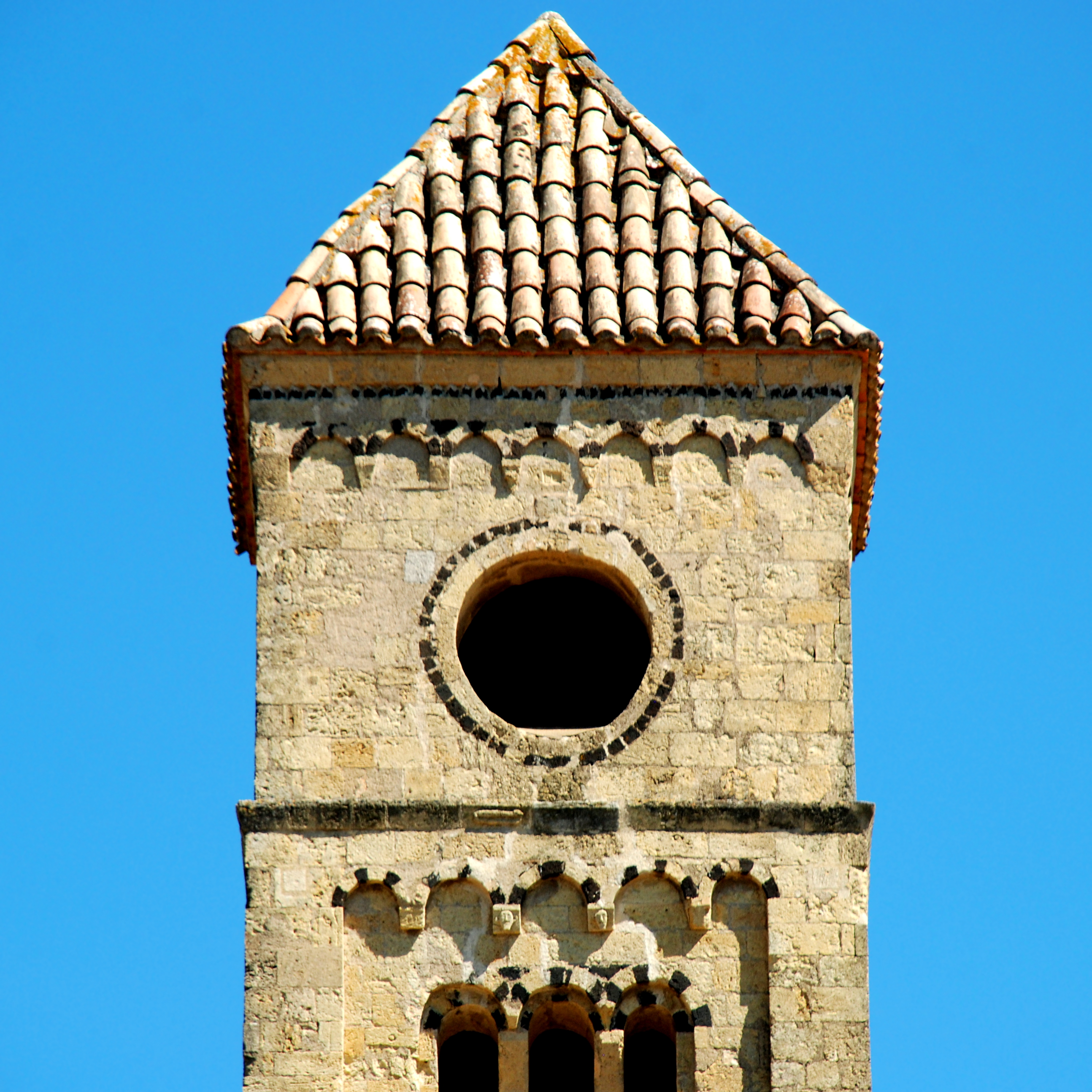
L'oculus et le Cordon de Charlemagne du dernier étage de la tour.

La tour, de style roman lombard,,, est édifiée en pierre de taille de belle facture rehaussée d'incrustations en basalte noir. Le décor de basalte souligne les baies non sous la forme d'arcs continus mais sous celle d'une alternance de cubes de lave et de calcaire. La maçonnerie présente à certains endroits (comme par exemple à la base) des traces d'opus monspeliensis.
Haute de 26 mètres et large de 4,30 m,,, elle comprend six niveaux séparés par des cordons de pierre et est recouverte d'un toit de tuiles rouges. 
Le premier niveau, non ajouré, présente encore les traces de l'église gothique aujourd'hui disparue qui était accolée à la tour. 
Juste au-dessus, le premier étage, complètement aveugle, est couronné par une frise de dents de scie en basalte noir.
Le deuxième étage est orné de baies géminées partiellement murées dont les claveaux sont alternativement réalisés en pierre de taille brune et en basalte noir.
Le troisième et le quatrième étage sont, quant à eux, ornés de fenêtres triples à double ébrasement, ornées de colonnes à chapiteaux géométriques et inscrites dans des bandes lombardes. Les arcs des baies et les arcatures qui les surmontent présentent, comme au niveau précédent, des claveaux alternativement bruns et noirs.
Enfin, chacune des faces du cinquième et dernier étage est percée d'un grand oculus entouré d'un cordon de basalte et surmonté d'une frise de sept arcatures appelée Cordon de Charlemagne,, ainsi que d'une frise de dents d'engrenage en basalte.
Les murs de la tour sont percés de nombreux trous de boulin (trous laissés par les échafaudages).

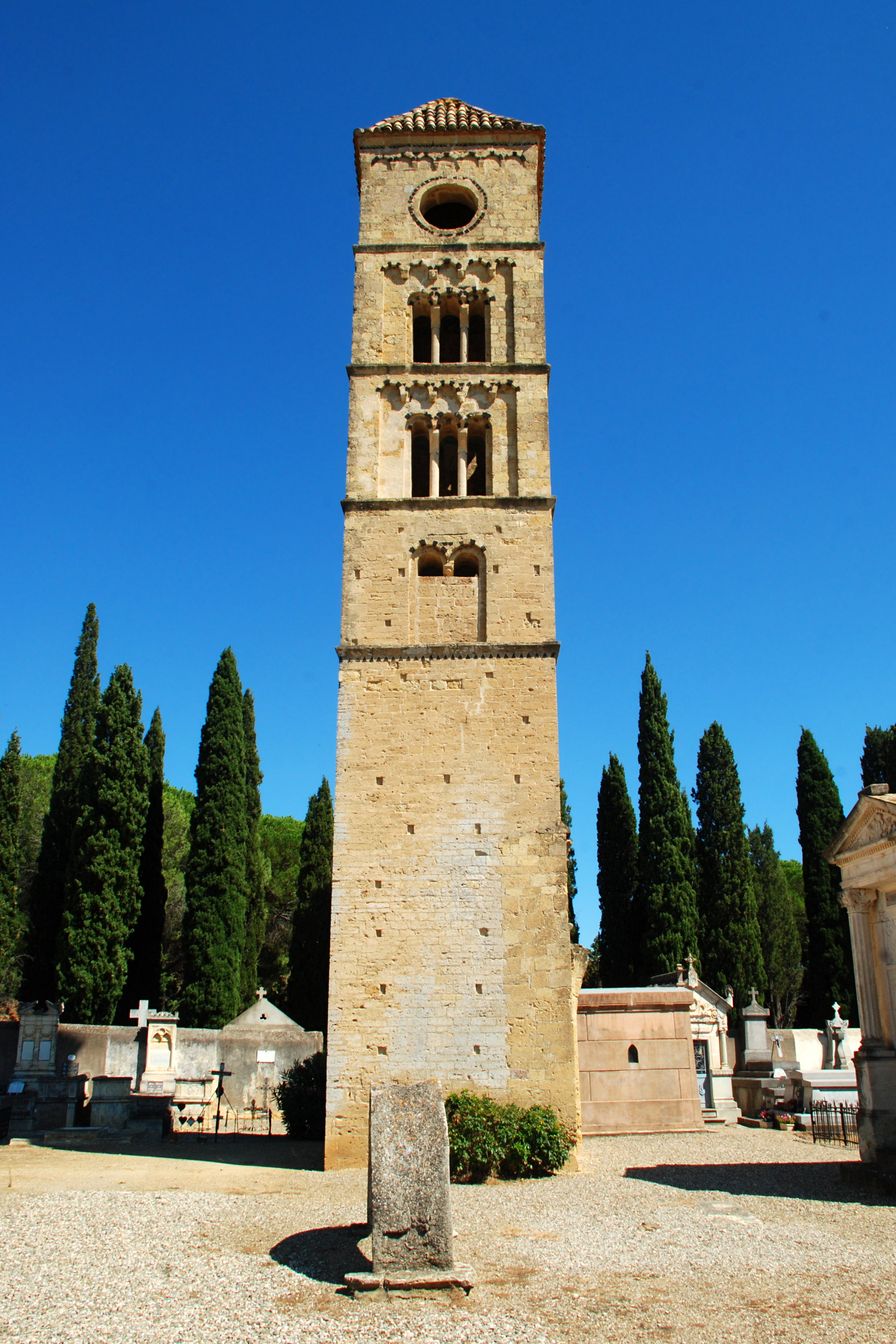
La face ouest.
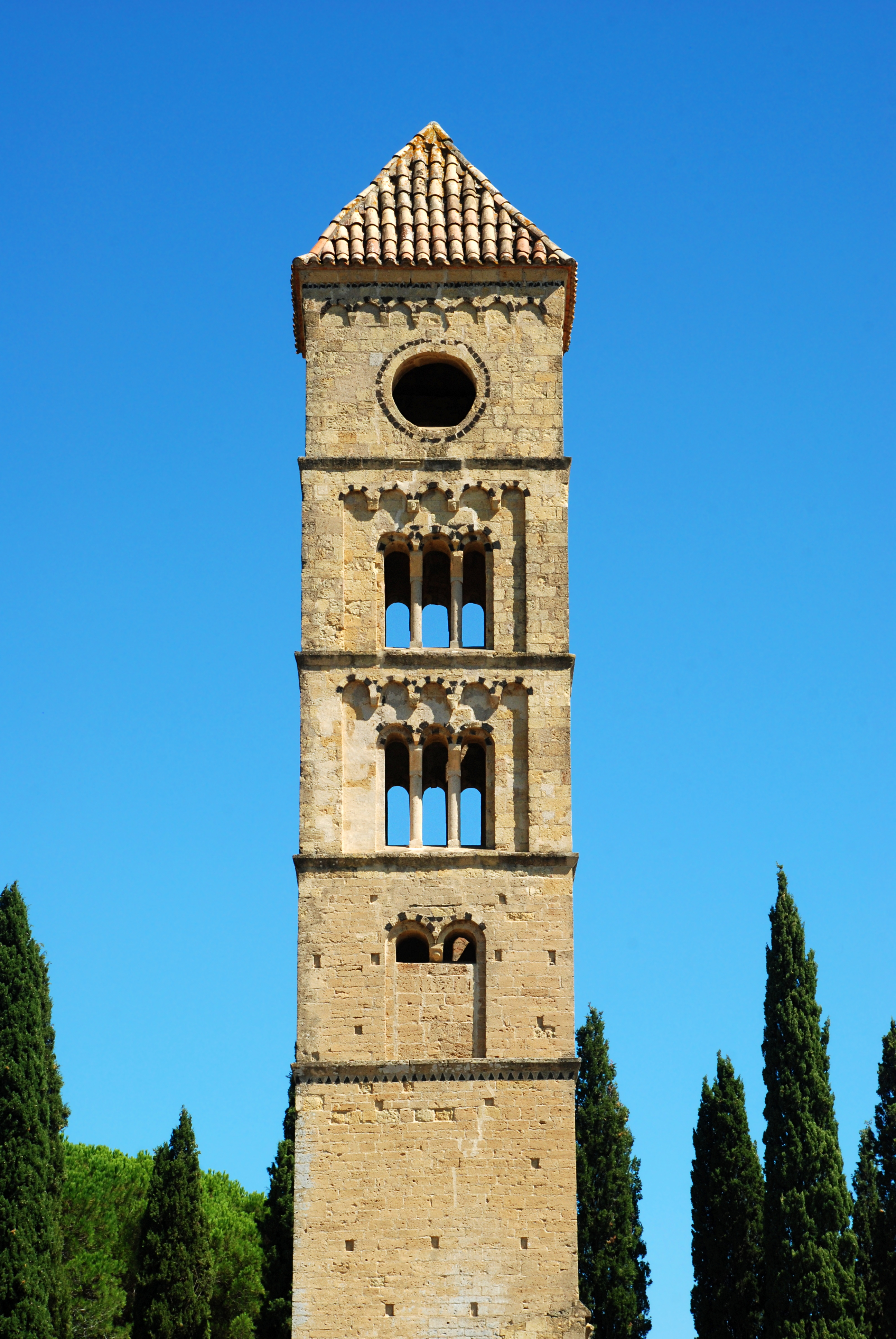
Les étages supérieurs.
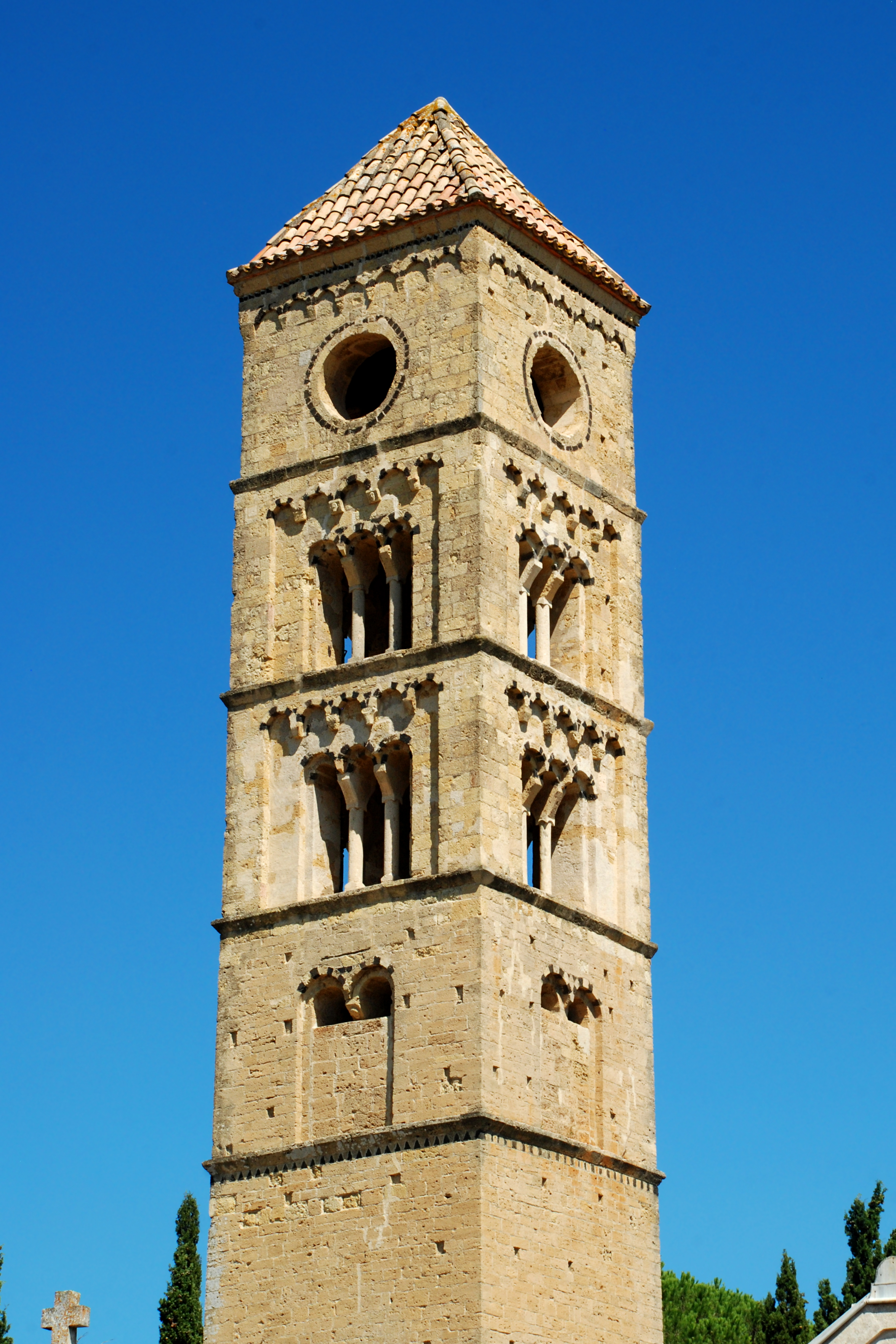
Faces ouest et sud.

### Les vestiges de l'église

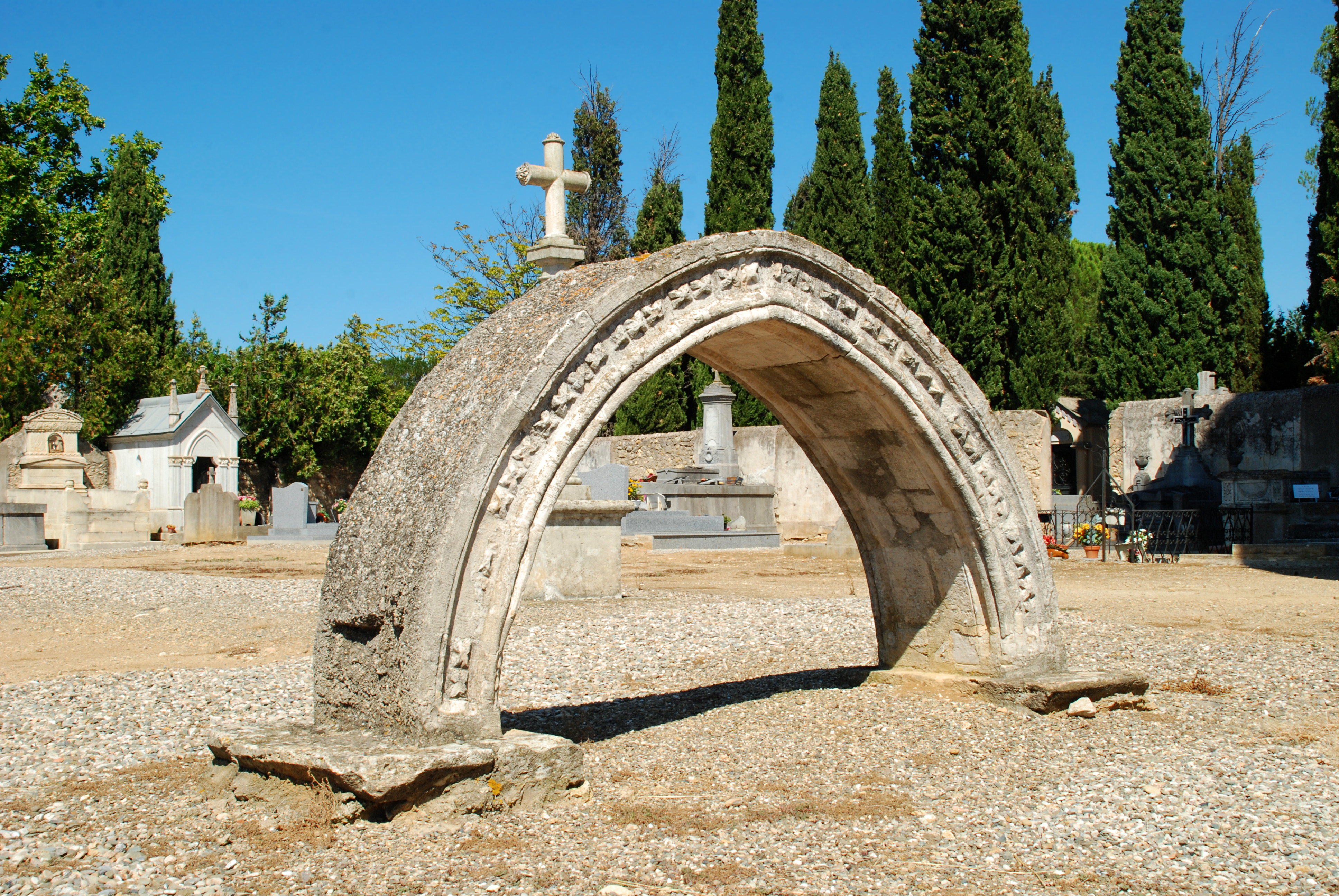
Fragment d'arc ogival.

Il ne reste presque rien de l'église du prieuré Saint-Étienne-de-Pézan, dont la tour romane fut un temps le clocher, et qui fut détruite durant les guerres de Religion.
On en trouve encore, à l'ouest de la tour, entre celle-ci et l'entrée du cimetière, un fragment d'arc ogival du XIIe siècle orné de moulures et de pointes-de-diamant.
Par ailleurs, le rez-de-chaussée de la face sud de la tour (qui était accolée à l'église) porte encore une colonne engagée, un chapiteau massif et le départ de deux arcs en plein cintre moulurés.

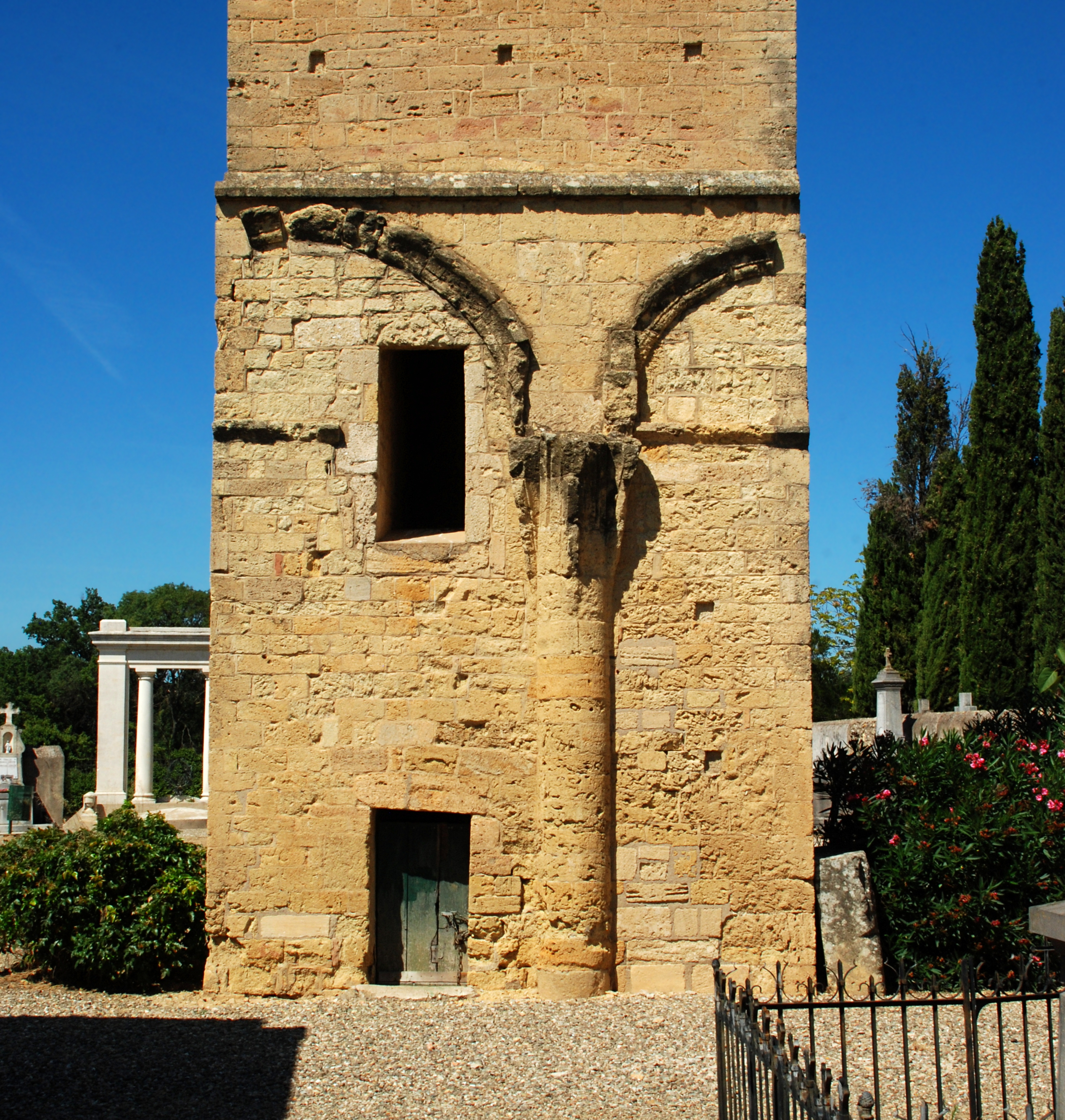
La face sud de la tour.
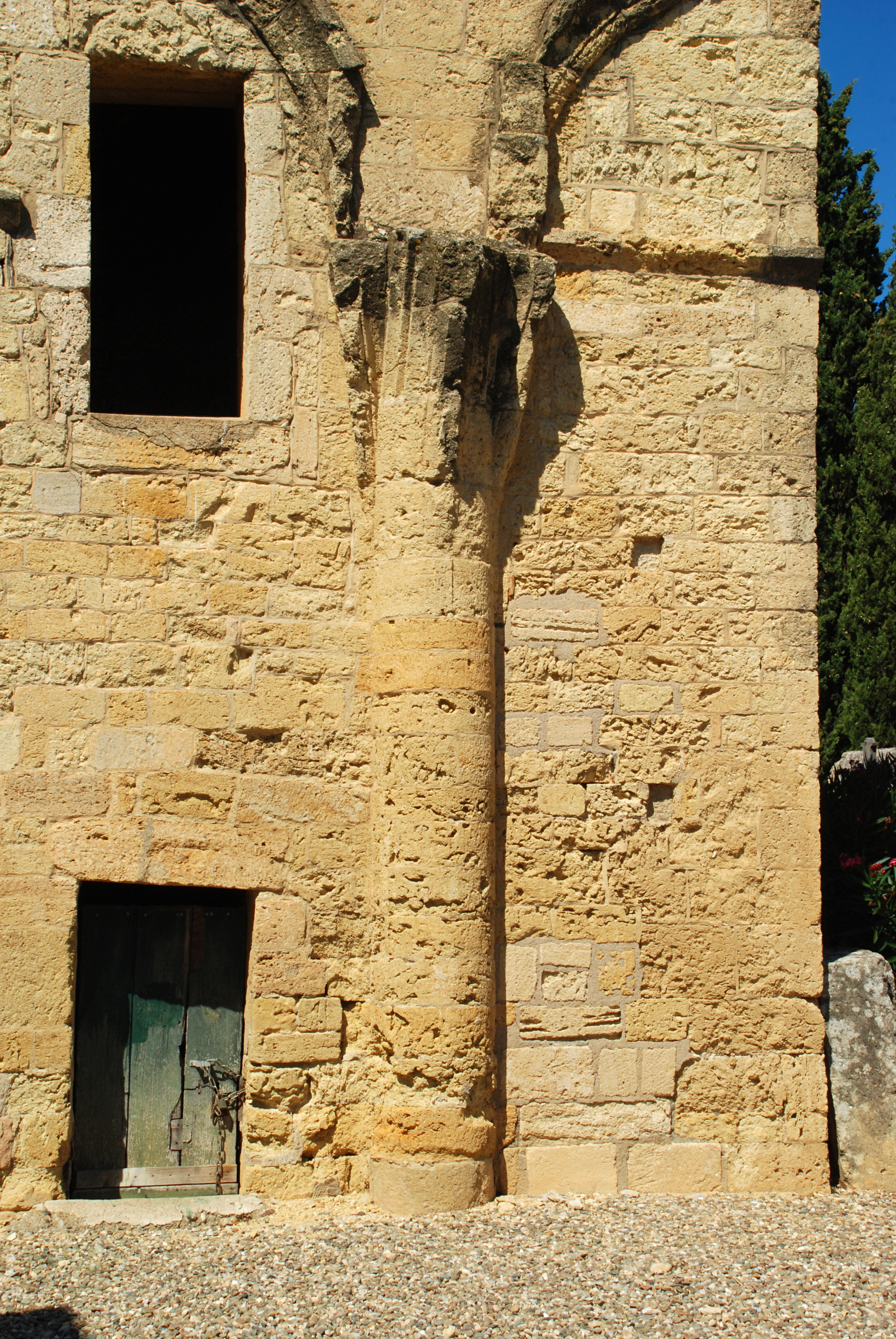
Colonne engagée.
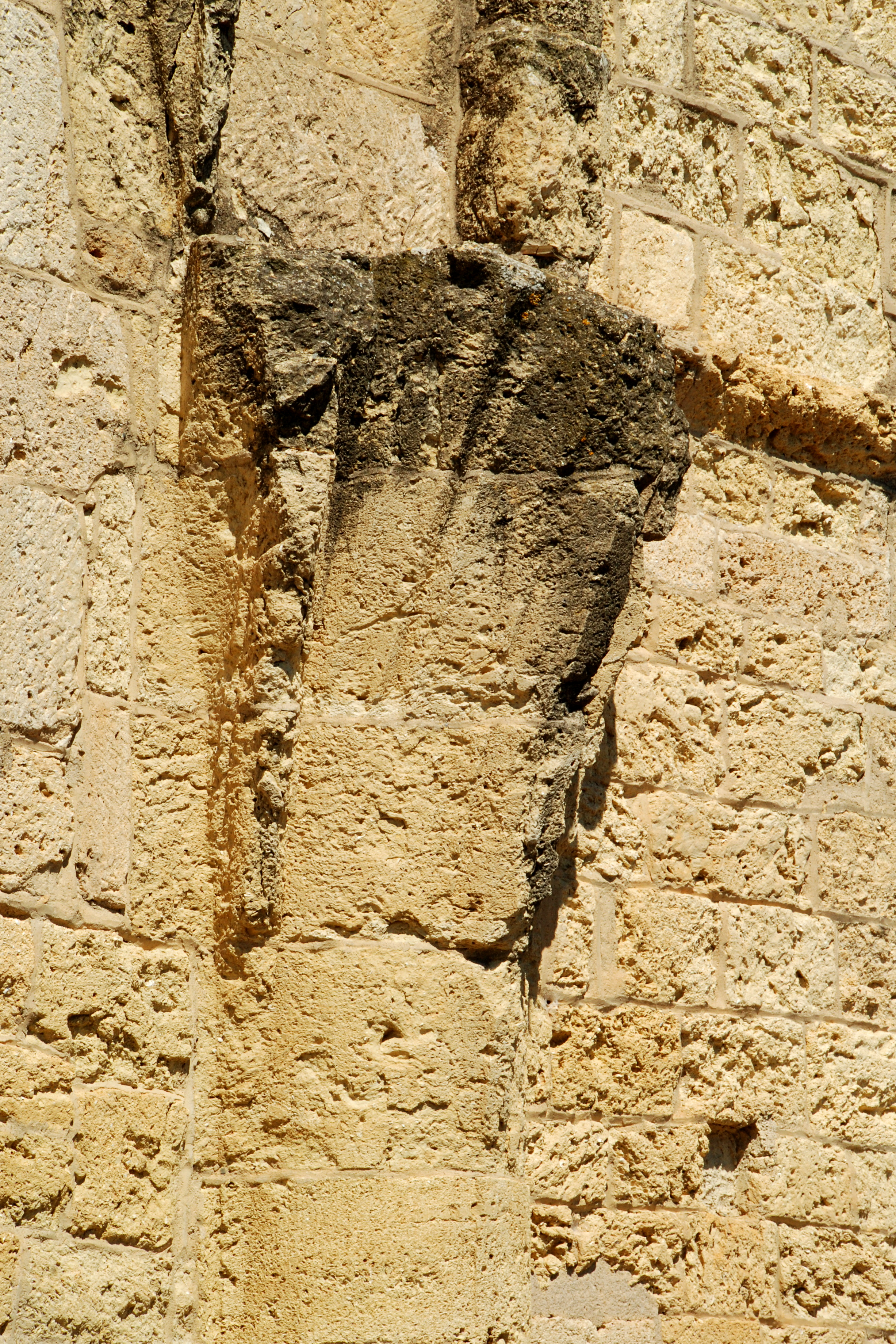
Chapiteau.